# Araneus stolidus
Araneus stolidus är en spindelart som först beskrevs av Eugen von Keyserling 1887.  Araneus stolidus ingår i släktet Araneus och familjen hjulspindlar.
Artens utbredningsområde är New South Wales. Inga underarter finns listade i Catalogue of Life.